# L'Émancipation à La Réunion
L'Émancipation à La Réunion est un tableau réalisé par le peintre français Alphonse Garreau en 1849. Cette huile sur toile représente Joseph Napoléon Sébastien Sarda Garriga abolissant l'esclavage à l'île de La Réunion le 20 décembre 1848. Il est conservé au musée du Quai Branly - Jacques-Chirac, à Paris.

## Description
Le tableau est une représentation héroïque et allégorique du 20 décembre 1848, date à laquelle prend effet le décret d'abolition de l'esclavage du 27 avril 1848 à La Réunion. La main droite de Sarda Garriga porte la déclaration d'abolition de l'esclavage. Visage tourné vers les populations noires de La Réunion, Sarda Garriga pointe de la main gauche les outils utilisés par les esclaves dans les plantations. Derrière est représenté le buste de la République avec le mot Liberté inscrit dessus, ainsi qu'une gravure d'une balance. À droite, des ruches d'où s'échappent des abeilles, et dans le fond une usine de canne à sucre.

« La liberté, vous le savez, vous impose des obligations. Soyez dignes d'elle, en montrant à la France et au monde qu'elle
est inséparable de l'ordre et du travail (…) Vous me prouverez que vous m'aimez en remplissant les devoirs que la
société impose aux hommes libres (…) travailler en bons ouvriers, comme vos frères de France, pour élever vos
familles, voilà ce que la République vous demande (…) Reconnaissance éternelle à la République française qui vous a
fait libres ! »

— Proclamation de l'abolition à la Réunion, par Joseph Garriga, le 20 décembre 1848.